# Pomnik matki i dziecka we Frankfurcie nad Odrą
Pomnik matki i dziecka we Frankfurcie nad Odrą (niem. Mutter mit Kind) – pomnik we Frankfurcie nad Odrą autorstwa Augusta Martina Hoffmanna zaprojektowany w 1972, odsłonięty w 1977. 

## Opis
Wykonany z brązu, przedstawia matkę bawiącą się z dzieckiem.
Pomnik znajduje się kilkanaście metrów na południe od dawnego przejścia granicznego z polskimi Słubicami. Nieopodal znajduje się również dom studencki, plac zabaw, bloki mieszkalne i promenada nad brzegiem Odry.